# William Kenyon-Slaney
Pour les articles homonymes, voir Kenyon.
William Slaney Kenyon-Slaney, né le 24 août 1847 à Rajkot en Inde britannique et mort le 24 avril 1908 à Shifnal (Angleterre), est un homme politique, un militaire et un sportif anglais.

## Biographie
Kenyon-Slaney est le fils du capitaine William Kenyon de la Seconde cavalerie de Bombay et de Frances Catherine Slaney, fille de Robert A. Slaney de Shropshire. À la suite de la mort de Robert Slaney en 1862, la famille Kenyon hérite de la propriété des Slaney de Hatton Grange près de Shifnal dans le Shropshire et prend le nom de Kenyon-Slaney.
William Kenyon-Slaney fait ses études à l'Eton College et brièvement à Christ Church (Oxford). En novembre 1867, il quitte Oxford et rejoint le troisième bataillon des Grenadier Guards. Kenyon Slaney est un sportif confirmé et joue au cricket au Marylebone Cricket Club. Il est aussi un footballeur évoluant au club du Wanderers Football Club. Il entre dans l'histoire du football le 8 mars 1873, face à l'Écosse, en inscrivant dès la première minute le premier but de l'histoire de l'équipe d'Angleterre de football et du football international.
En 1882, sous les ordres de Garnet Joseph Wolseley, il prend part à la bataille de Tel-el-Kebir. En 1887 il est promu colonel avant de prendre sa retraite cinq ans plus tard.
Le 22 février 1887, il épouse Mabel Selina Bridgeman, la fille d'Orlando Bridgeman (3e comte de Bradford). Ils ont deux enfants : une fille, Sybil Agnes Kenyon-Slaney (née en 1888) et un fils, Robert Orlando Rodolph Kenyon-Slaney (né en 1892).
En 1886, Kenyon-Slaney, membre du Parti conservateur, est élu à la Chambre des communes du Parlement du Royaume-Uni où il siège jusqu'en 1908.